# Transport w Związku Radzieckim
Transport był ważną częścią gospodarki Związku Socjalistycznych Republik Radzieckich (ZSRR). Centralizacja gospodarki w późnych latach 20. i 30. spowodowała szybki rozwój infrastruktury na wielką skalę. Przed rozpadem Związku Radzieckiego w 1991 roku istniało tam wiele rodzajów środków transportu lądowego, wodnego i powietrznego. Jednak polityka rządu przed, w trakcie i po okresie stagnacji spowodowała, że inwestycje w transport były niskie. Sieć kolejowa była największą i najczęściej używaną na świecie. Była też lepiej rozwinięta niż kolej w państwach Pierwszego Świata. Na przełomie lat 70. i 80. radzieccy ekonomiści wzywali do budowy większej ilości dróg, aby zmniejszyć obciążenie kolei i wzmocnić budżet państwa. Lotnictwo cywilne, reprezentowane przez Aerofłot, było największym na świecie, lecz borykało się ze swoimi nieudolnościami aż do rozpadu ZSRR. Sieć dróg nie została rozwinięta, a poza głównymi miastami często spotykało się drogi gruntowe. Tych zaledwie kilka dróg w państwie było niewystarczająco wyposażonych, aby poradzić sobie z rosnącym problemem. W późnych latach 80., po śmierci Leonida Breżniewa, jego następcy próbowali rozwiązać owe problemy, lecz bez powodzenia. W tym samym czasie, przemysł samochodowy rozwijał się szybciej, niż postępowała budowa dróg. W połowie lat 70. tylko osiem procent populacji narodu radzieckiego posiadało samochód.
Mimo pewnej poprawy sytuacji, sektor transportu nadal borykał się z problemami powodowanymi przestarzałą infrastrukturą, korupcją i złymi decyzjami podejmowanymi przez władze główne. Rząd radziecki nie radził sobie z rosnącymi wymaganiami w stosunku do usług transportowych i infrastruktury. Słabo rozwinięta sieć dróg doprowadziła do zwiększonej potrzeby na transport publiczny. Państwo posiadało jedną z największych flot cywilnych na świecie.

## Lotnictwo cywilne
Zgodnie z Kodeksem Powietrznym ZSRR, Ministerstwo Lotnictwa Cywilnego odpowiedzialne było za wszystkie przedsięwzięcia transportu powietrznego i wszystkie powstałe linie lotnicze. Radzieckie lotnictwo cywilne, w większości czasu swego powojennego istnienia, było największym pod względem liczby swoich portów docelowych oraz posiadanych maszyn. Aerofłot miał w ZSRR monopol na cały transport powietrzny, od transportu cywilnego po przewóz więźniów politycznych do gułagów.
Celem Pierwszego Planu Pięcioletniego dla lotnictwa cywilnego było „pozbycie się jego zależności względem zagranicy”. Cel ten nie został osiągnięty, a radziecki przemysł lotniczy, przez większość czasu swego istnienia, kopiował projekty krajów Pierwszego Świata. Mimo że cele planu nie zostały zrealizowane, przemysł lotniczy powiększył liczbę swojego personelu i liczbę posiadanych maszyn. Przed wprowadzeniem Pierwszego Planu Pięcioletniego, istniało tylko dwanaście fabryk maszyn lotniczych – w późniejszym okresie, ich liczba wzrosła do trzydziestu jeden. Stalin chwalił się Partii swoim sukcesem, mówiąc: „Nie mieliśmy lotnictwa cywilnego. Teraz je mamy.” Liczba samolotów wzrosła z 608 sprzed, do 2509 po realizacji Planu. W późnych latach 30., radzieckie władze obawiały się nowego zagrożenia w postaci faszystowskich Niemiec. Partię rządzącą niepokoiło też, że Wielki Terror osłabił radziecki przemysł lotnictwa cywilnego.
Większość historyków zgadza się, że rozwój Aerofłotu po 1959 roku był imponujący, lecz w dziedzinie technologicznych innowacji, Aerofłot pozostawał daleko w tyle za konkurencją z Pierwszego Świata. W latach 80., Związkowi Radzieckiemu brakowało przede wszystkim ekwiwalentów Boeinga 747, DC-10 i Lockheeda L-1011. Poza fasadą stworzoną przez radzieckie władze, specjaliści z innych sektorów gospodarki zaczęli krytykować to, co postrzegali jako nieudolność planowanej współpracy między władzami centralnymi i regionalnymi. Równie niepokojące było to, iż według zachodnich standardów, radzieckie lotnictwo cywilne nie było wystarczająco wyposażone, a kilka samolotów było często widzianych w stanie, który w krajach Pierwszego Świata byłby niedopuszczalny. Co gorsza, dekret prezydencki z 1990 roku groził zniszczeniem monopolu Aerofłotu. Dekret zezwalał na rozpoczęcie działalności linii lotniczej ASDA w czerwcu 1990 roku. Kolejnym, bardziej niepokojącym problemem był fakt, iż Michaił Gorbaczow zezwolił na lądowanie w Związku Radzieckim zagranicznym liniom lotniczym. Osłabiło to dominację Aerofłotu, a jego republikańskie oddziały zaczęły odłączać się od centrum. Aerofłot przetrwał jednak rozpad Związku Radzieckiego, nawet jeśli jego pozycja została znacznie osłabiona.

### Lotniska
W Związku Radzieckim znajdowały się 7192 lotniska, z czego 1163 posiadały nawierzchnie utwardzane, a 33 miały pasy startowe długości ponad 3659 metrów. Już w latach 80. większość lotnisk miała problemy ze swoją powierzchnią. Port lotniczy Lwów na przykład, musiał pomieścić przeciętnie 840 pasażerów każdego dnia, a zbudowany został tak, by pomieścić jedynie 200. Lotniska nie były też dostatecznie nowoczesne, a Port lotniczy Moskwa-Szeremietiewo (główne lotnisko w Moskwie) był jedynym w pełni skomputeryzowanym lotniskiem w ZSRR.

## Transport rurociągowy
W swoim najlepszym okresie, Związek Radziecki posiadał sieć rurociągową długości 82 000 km do transportu ropy naftowej i kolejne 2 065 000 km (1 283 000 mi) dla gazu ziemnego. W latach 70., radzieckie władze podlegające Leonidowi Breżniewowi, zaczęły skupiać swoją uwagę na sieci rurociągowej państwa. W tych latach, sieć rurociągowa ZSRR rozwijała się szybko, a pod koniec lat 70. była już największą na świecie. Przeciętny dystans transportu ropy naftowej i gazu ziemnego wzrósł z 80 km w roku 1970 do 1910 km w 1980 i 2350 km w roku 1988. Jednak podobnie jak w przypadku innych sektorów gospodarki ZSRR, zaniedbanie doprowadziło do pogorszenia stanu transportu rurociągowego. W latach 80., konserwacji podlegało tylko 1500 km rurociągów, czyli połowa wymaganego minimum. Obiekty do składowania nie wystarczały już by pomieścić rosnący zapas ropy naftowej. Awarie rurociągów stały się w latach 80. zjawiskiem powszechnym. Pęknięcia rurociągów ropy naftowej na polach naftowych zdarzały się coraz częściej, a w 1990 roku sięgnęły najwyższego jak do tej pory, 15-procentowego wskaźnika awaryjności.
Do najbardziej znanych należały rurociąg Zorza Polarna, transportujący ropę naftową ze złóż w Komi do Brześcia na polskiej granicy, rurociąg Soiuz biegnący z Orenburga do Użhorodu w pobliżu granic Czechosłowacji i Węgier, oraz rurociąg Export, łączący zasoby gazowe w Urengoju ze Lwowem, a stamtąd transportujący je do państw Pierwszego Świata, takich jak Austria, Włochy, Niemcy Zachodnie, Francja, Belgia i Holandia. Rurociąg Export miał średnicę 1420 milimetrów i 4451 km długości. Jego droga prowadziła przez Ural i Karpaty, oraz prawie 600 rzek, w tym przez Ob, Wołgę, Dona i Dniepr. Rurociąg posiadał 41 tłoczni i roczną pojemność 32 miliardów metrów sześciennych gazu ziemnego.

## Transport kolejowy
Związek Radziecki posiadał 147 400 km nieuprzemysłowionych sieci kolejowych, z których zelektryfikowanych było 53 900 km. Jako że jakość transportu kolejowego wciąż się pogarszała, częściowo z powodu rosyjskiej wojny domowej, niektórzy członkowie radzieckich władz twierdzili, że obecne linie kolejowe nie wystarczą, jeśli problem korków drogowych będzie narastał. Ci, którzy chcieli rozwinięcia transportu kolejowego uważali, że wzrost inwestycji i wydłużenie istniejących już linii kolejowych mogą rozwiązać problem korków drogowych. Większość zgadzała się na zwiększenie inwestycji, lecz nie było zgodnej opinii, jak inwestycje te należałoby wykorzystać. Niektórzy wierzyli nawet w dokapitalizowanie kolei. W międzyczasie, ekonomiści Gosplanu opowiedzieli się za racjonalizacją kolei oraz taryfami zgodnymi z rzeczywistymi kosztami, co zmniejszyłoby natężenie ruchu i zapewniło fundusze na dalsze inwestycje. Jednak kierownictwo nie było w stanie podjąć decyzji, a stan kolei wciąż się pogarszał. W uchwale Komitetu Centralnego Wszechzwiązkowej Komunistycznej Partii (bolszewików) z 1931 roku zdecydowano, że zwiększone inwestycje i wprowadzenie nowszych pociągów mogą rozwiązać kryzys. Uchwały nie wprowadzono nigdy w życie, a sytuacja transportu kolejowego stawała się coraz gorsza.
W 1935 roku, Komitet Centralny nakazał Łazarowi Kaganowiczowi rozwiązać kryzys transportu kolejowego. Priorytetem dla Kaganowicza były najbardziej zatłoczone linie, na drugim miejscu stawiał te o dużym ruchu, a najrzadziej uczęszczane linie kolejowe postanowił zostawić samym sobie. Kolejnym problemem z którym borykał się transport kolejowy, było wzmożone uprzemysłowienie, na które naciskał rząd. Na XVIII Zjeździe Partii w 1939 roku, Wiaczesław Mołotow przyznał, że industrializacja okazała się być dla kolei ciężkim brzemieniem. Mimo to jednak, rząd ZSRR nadal wzmacniał uprzemysłowienie kraju, by przygotować się na nadchodzącą wojnę z Niemcami, do której ostatecznie doszło w roku 1941.
Po II wojnie światowej, radziecki transport kolejowy stał się jednym z najbardziej rozwiniętych na świecie, pozostawiając w tyle swoje odpowiedniki w państwach Pierwszego Świata. Sieć kolejowa w ZSRR wciąż się rozrastała, w latach 1965–1980 nawet o 639 km na rok, podczas gdy w państwach Pierwszego Świata stan transportu kolejowego pogarszał się, lub ulegał stagnacji. Ciągły rozwój kolei w ZSRR spowodowany był potrzebą wydobywania zasobów naturalnych, z których większość znajdowała się w okolicach Syberii. Mimo że radziecka prasa ujawniła niektóre problemy kolei w ZSRR, rząd mógł wciąż pochwalić się jedną z najbardziej zelektryfikowanych sieci kolejowych na świecie. Przez większość czasu późniejszego istnienia państwa, pociągi przewoziły przeważnie węgiel, oleje, materiały budowlane (głównie kamień, cement i piasek) oraz tarcicę. Olej i wyroby olejowe były jedną z głównych przyczyn powstania infrastruktury kolejowej na Syberii.
Wydajność kolei w ZSRR rosła, a w latach 80. wiele z jej wskaźników wynikowych przewyższało osiągnięcia Stanów Zjednoczonych. W owych latach, radzieckie linie kolejowe były najczęściej używanymi na świecie. Większość obywateli ZSRR nie posiadała własnych środków transportu, a jeśli je mieli, przebycie dłuższych dystansów było utrudnione złym stanem wielu dróg. Kolejne wytłumaczenie wiąże się z polityką państwa, przede wszystkim z wprowadzoną przez reżim Stalina autarkią. Stalina nie interesował transport kolejowy, ani też żadna inna forma transportu – zamiast tego, skupił się on na inwestycjach w gwałtowną industrializację państwa. Nie interesowała go również budowa nowych linii kolejowych, ale konserwacja, a następnie rozszerzenie większości istniejących linii kolejowych pozostawionych przez carów. Jednak jak w przemówieniu do Rady Najwyższej ZSRR w 1989 roku zauważył Lew Woronin, Pierwszy Zastępca Premiera Związku Radzieckiego, sektor kolejowy był „głównym negatywnym sektorem gospodarczym w 1989 roku”. Gdy w późnych latach 80. produkcja przemysłowa zaczęła słabnąć, obniżyła się też potrzeba na transport, co w konsekwencji doprowadziło do zmniejszenia znaczenia transportu towarowego.

### Metro
Metro uważane było za najszybszy, najczystszy i najtańszy środek miejskiego transportu. Znaczenia nabrał również fakt, iż rząd mógł przeznaczyć swoje zasoby z przemysłu samochodowego na metro, oszczędzając w ten sposób znaczne ilości oleju napędowego i benzyny. Ponieważ metro było przeważnie tańsze w użytkowaniu i mniej energochłonne, rząd ZSRR zdołał zbudować 20 systemów metra w całym kraju, a kolejnych 9 wciąż pozostawało w budowie, gdy doszło do rozpadu Związku Radzieckiego. Metro ZSRR było najczęściej używanym na świecie.

## Transport drogowy

### Sieć drogowa
Związek Radziecki posiadał sieć dróg długości 1 757 000 km, z czego 1 310 600 km to drogi utwardzone, a 446 400 km stanowiły drogi gruntowe. W porównaniu do transportu kolejowego, bądź transportu drogowego w państwach Pierwszego Świata, transport samochodowy odgrywał stosunkowo małą rolę w gospodarce ZSRR. Według historyka Martina Croucha, drogowy przewóz dóbr i pasażerów stanowił tylko 14 procent rozmiaru transportu kolejowego. Dopiero w późniejszym okresie istnienia państwa władze radzieckie położyły większy nacisk na budowę i utrzymanie dróg, gdyż transport drogowy odgrywał przeważnie dużą rolę w gospodarce regionalnej w ZSRR. Miał on duże znaczenie dla rolnictwa, górnictwa i przemysłu budowlanego, a także dla gospodarki miejskiej. Radzieckie władze przyznały publicznie, że mają problem z dostosowaniem sieci dróg do wymogów społeczeństwa. Uchwała wydana przez Komitet Centralny, stanowiła o ulepszeniach w planowaniu, organizacji i wydajności przedsięwzięć związanych z lokalnym transportem drogowym.
Transport towarów za pomocą pojazdów mechanicznych, przez władze radzieckie nazywany „transportem samochodowym”, z powodu słabo rozwiniętej sieci dróg w państwie, miał duże znaczenie dla niektórych obszarów gospodarki. W latach 80. w sektorze transportu zatrudnionych było 13 milionów prcowników, z czego 8,5 miliona pracowało w transporcie drogowym. Międzymiastowy transport towarowy pozostał słabo rozwinięty przez cały okres istnienia ZSRR i stanowił mniej niż 1 procent całego drogowego transportu towarowego. Za wszystko to można znów winić koszty i nieudolną administrację. Transport drogowy pozostawał daleko w tyle za transportem kolejowym. Przeciętny dystans pokonywany przez środki transportu drogowego w roku 1982 wynosił 16,4 km, podczas gdy przeciętna dla transportu kolejowego wynosiła 930 km na tonę i 435 km na tonę dla transportu wodnego. W 1982 roku inwestycje w drogowy transport towarowy wzrosły trzykrotnie w stosunku do roku 1960 i ponad trzydziestokrotnie od roku 1940. Wzrosło też znacznie natężenie transportu międzymiastowego i drogowego przewozu towarowego. Transport samochodowy był na krótszych dystansach (mniej niż 200 km) znacznie tańszy i elastyczniejszy niż transport kolejowy. Niektórzy radzieccy ekonomiści twierdzili, że przewóz około 100 milionów ton transportem drogowym, zamiast kolejowym, pozwoliłby zaoszczędzić do 120 milionów rubli. Jednak w roku 1975, transport drogowy, z powodu długich dystansów między punktami startowymi a docelowymi, był 27 razy droższy niż transport kolejowy.
Pogarszająca się jakość dróg spowodowana była zaniedbaniem ich stanu, a postępujący wzrost transportu drogowego sprawiał, że rządowi jeszcze trudniej było skupić środki finansowe na projektach związanych z kontrolą i konserwacją. W ciągu trzydziestu lat, natężenie drogowego transportu towarowego wzrosło o 4400 procent, a liczba utwardzonych dróg jedynie o 300 procent. W latach 80. liczba pojazdów silnikowych wzrosła o 224 procent, podczas gdy liczba utwardzonych dróg o jedyne 64 procent. Jak na początku i w połowie lat 80. mówili radzieccy ekonomiści, Związek Radziecki posiadał 21 procent światowej produkcji przemysłowej, ale tylko marne 7 procent dróg najlepszej jakości. Jedenasty Plan Pięcioletni (lata 1981–1985), za rządów kolejno Leonida Breżniewa, Jurija Andropowa i Konstantina Czernienki wzywał do budowy kolejnych 80 000 km utwardzonych dróg, lecz by zaspokoić potrzeby społeczeństwa, potrzebnych było przynajmniej dwa razy więcej dróg. Ponadto w późniejszym okresie istnienia ZSRR, z powodu ekonomicznych problemów państwa, plany pięcioletnie realizowane były rzadko. Wiele dróg pozostało nieutwardzonych, zamiast czego powstało wiele dróg gruntowych. W roku 1975, jedynie 8 procent wiejskich domostw posiadało samochód. Jednakże w latach 70. produkcja samochodów znacznie wzrosła. W latach 1924–1971 ZSRR wyprodukował 1 milion pojazdów, już pięć lat później osiągając liczbę 2 milionów.

### Transport autobusowy
Bardzo mała część obywateli ZSRR posiadała własny samochód, większość podróżowała więc transportem publicznym. Z powodu braku samochodów i dróg dobrej jakości, obywatele radzieccy dwa razy częściej niż mieszkańcy Pierwszego Świata korzystali z autobusów, pociągów i metra. Przez większość czasu swojego istnienia, transport autobusowy w ZSRR kontrolowany był przez regionalne lub republikańskie oddziały Ministerstwa Transportu. Jako że kolej była bardziej przyjazna środowisku i pochłaniała mniej paliwa, władze radzieckie skupiały się na budowie pojazdów napędzanych elektrycznie, a nie za pomocą benzyny. W połowie lat 80. stworzony został program dotyczący sprężonego gazu do napędzania autobusów. Do roku 1988 tylko 1,2 procenta autobusów pobierało energię z gazu, natomiast 30 procent korzystało z oleju napędowego. Radziecki transport autobusowy po raz pierwszy w stanie deficytu znajdował się od połowy do późnych lat 80.

## Transport wodny
Związek Radziecki miał linię brzegową o długości 42 777 km i 1565 statków marynarki handlowej. Przemysł morski kontrolowany był przez Ministerstwo Marynarki Handlowej ZSRR.

### Marynarka handlowa
Imperium Rosyjskie skupiało się na powstawaniu nowych obiektów budowy okrętowej, a nie na powiększaniu swojej marynarki handlowej. Politykę tę kontynuowano także w przedwojennym Związku Radzieckim. Do roku 1913, 85 procent statków handlowych było zbudowanych zagranicą. W czasach reżimu Józefa Stalina marynarka handlowa była ignorowana, ponieważ ZSRR handlował głównie ze swoimi sąsiadami z bloku wschodniego. W późniejszych latach ZSRR zaczął handlować także ze swoimi azjatyckimi sąsiadami. Po śmierci Stalina w 1953 roku jego następca rozpoczął handel z krajami niekomunistycznymi, których większość znajdowała się na innych kontynentach. Z tego powodu marynarka handlowa powiększyła się z 2 milionów DWT we wczesnych latach 50. do 12 milionów w roku 1968. Do roku 1974 wartość ta osiągnęła 14,1 miliona, co stanowiło około 3 procent sumy światowej. Ze 114 milionów ton przewiezionych przez radziecką marynarkę handlową w roku 1974, 90 milionów stanowiły eksport i import.
Mimo że radziecka marynarka handlowa była, w stosunku do tych z Pierwszego Świata, technologicznie przestarzała, wciąż przewoziła znaczną ilość ładunków. Przyczyną jej technologicznego zacofania były wywoływane przez kraje Pierwszego świata bojkoty radzieckiej żeglugi. Związek Radziecki został odizolowany od międzynarodowego przemysłu morskiego i przeoczył tak ważne innowacje, jak na przykład przystosowane dla statków kontenery. Pod rządami Michaiła Gorbaczowa, Związek Radziecki stał się największym na świecie kupcem nowych statków. Z powodu wielkości swojej marynarki, Związek Radziecki opowiadał się za tradycyjnymi wolnościami na morzu.

### Porty
Związek Radziecki posiadał 26 głównych portów, z których 11 było portami rzecznymi. Wszystkich portów w ZSRR było 70, lecz żaden z nich nie dorównywał światowym standardom. Do roku 1980 większość radzieckich portów odstawała technologicznie od tych w krajach Pierwszego Świata. Istniała też duża liczba pracowników, która stałaby się niepotrzebna, gdyby państwo wprowadziło nowe, bardziej zaawansowane technologie. W północno-wschodniej części kraju natomiast, większość portów została zamknięta z powodu zimnego klimatu.